# 瓦格赖恩
瓦格赖恩是奥地利萨尔茨堡州蓬高地区圣约翰县的一个市镇。总面积50.56平方公里，总人口3127人，人口密度61.8人/平方公里（2001年）。